# موج کوتاه (هواشناسی)

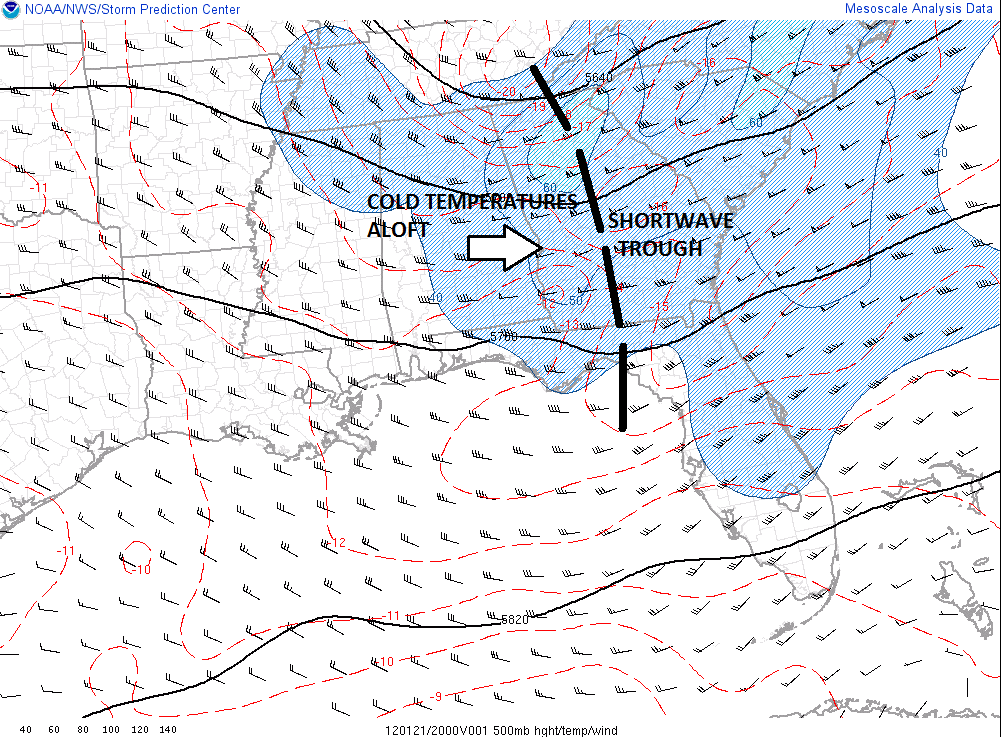
ناوه موج کوتاه با تاوایی مرتبط با آن.

موج کوتاه یا ناوه موج کوتاه (انگلیسی: shortwave trough) به پیچ و خم موجود در الگوی ناوه/پشته گفته می‌شود. مقیاس طول آن بسیار کوچکتر از مقیاس طول موج راسبی است که مسئول بزرگ‌ترین مقیاس سامانه‌های وضع هوا (مقیاس سینوپتیک) هستند. امواج کوتاه ممکن است در داخل یا جلوتر از امواج بلند قرار داشته باشند و از مقیاس میانی تا مقیاس سینوپتیک (همدیدی) را شامل می‌شوند. امواج کوتاه اغلب توسط یک حوضچه سرد یا در سطوح بالای جبهه هوا ایجاد می‌شوند. امواج کوتاه معمولاً به عنوان تاوایی شناخته می‌شوند.

## هوا و اثرات مربوط
امواج کوتاه اغلب با فرارفت هوای گرم (WAA) یا فرارفت هوای سرد (CAA) مرتبط هستند که دما را تحت تأثیر قرار می‌دهند. با توجه به نحوه حرکت هوای اطراف و نحوه دور شدن هوا از آنها، امواج کوتاه به ترتیب تاوایی انحنای مثبت و تاوایی برشی مثبت ایجاد می‌کنند. پیش از یک موج کوتاه، به دلیل واگرایی نسبت به فرارفت تاوایی مثبت (PVA)، صعود در مقیاس بزرگ وجود دارد. این صعود اغلب باعث بارش می‌شود. در محیط سرپوشیده، بالابر ایجاد شده توسط یک موج کوتاه ممکن است لایه وارونگی را در نتیجه انبساط سریع هوا خنک کند (فرایند بی‌دررو) که امکان همرفت عمیق و مرطوب را فراهم می‌کند.

### توسعه همرفتی
موج‌های موج کوتاه عاملی برای صعود هستند که برای ایجاد توفان تندری و همرفت مورد نیاز است. همرفت در اطراف امواج کوتاه بسیار رایج است، زیرا نه تنها باعث ایجاد فشار می‌شوند، بلکه با سامانه‌هایی مرتبط هستند که عناصر دیگری مانند ناپایداری و چینش باد را برای تشکیل توفان تندری فراهم می‌کنند. ناوه‌های موج کوتاه باعث بروز هوای شدید نیز می‌شوند، زیرا مواد تشکیل‌دهنده معمولاً توسط امواج کوتاه تقویت می‌شوند زیرا این امواج از محیط متوسط و سامانه‌های هوایی اطرافشان قوی‌تر هستند.